# Vecdi İlhan
Vecdi İlhan né en 1924, à Kastamonu et mort le 15 mars 2011, est un homme politique turc.
Diplômé de la faculté de pharmacie de l'Université d'Istanbul. Député de Kastamonu (1973-1980), membre du parti republicain du peuple (CHP). Ministre des forêts (1977, 1978-1979) et ministre de l'intérieur (1979). Il est le cousin de poète Attila İlhan, ancien bâtonnier du barreau d'Izmir Cengiz İlhan et actrice Çolpan İlhan.